# Le Mot de passe (album)
Pour les articles homonymes, voir Le Mot de passe (homonymie).
Albums de Patricia Kaas
Rendez-vous
(1998) Patricia Kaas live
(2000)
Singles
1. Ma liberté contre la tienne
Sortie : avril 1999
2. Une femme comme une autre
Sortie : août 1999
3. Une fille de l'Est
Sortie : 1999
4. Le mot de passe
Sortie : 2000
5. Mon chercheur d'or
Sortie : 2000

Le Mot de passe est le cinquième album studio enregistré par Patricia Kaas, sorti en 1999, réalisé et arrangé par Pascal Obispo, avec aussi deux chansons écrites par Jean-Jacques Goldman.
L'album s'est vendu à 300 000 exemplaires marquant un net recul des ventes par rapport aux albums précédents de Patricia Kaas.

## Liste des titres
| No  | Titre                       | Paroles                      | Durée |
| --- | --------------------------- | ---------------------------- | ----- |
| 1.  | Ma liberté contre la tienne | Obispo, Golemanas            | 5:47  |
| 2.  | Une fille de l'Est          | J-J.Goldman                  | 3:31  |
| 3.  | Si tu rêves                 | Obispo, Golemanas            | 3:50  |
| 4.  | J'attends de nous           | Obispo, Zazie                | 4:52  |
| 5.  | Le mot de passe             | Obispo, Golemanas            | 4:12  |
| 6.  | Les éternelles              | Obispo, Golemanas            | 3:51  |
| 7.  | La clé                      | Obispo, Florence             | 4:34  |
| 8.  | Mon chercheur d'or          | Obispo, Golemanas            | 4:32  |
| 9.  | Quand je t'oublie           | Obispo, Golemanas, Jaconelli | 4:37  |
| 10. | Une femme comme une autre   | Obispo, Florence             | 4:44  |
| 11. | Les chansons commencent     | J-J.Goldman                  | 5:30  |
| 12. | Et je m'en veux             | Obispo, Florence             | 3:56  |

## Accompagnateurs et arrangements
- Programmations : Ian Inverd, sauf 03 : Obispo & Christophe Voisin
- Claviers, Synthés : Christophe Voisin, sauf 08 : Obispo)
- Orgues : Jean Mora
- Piano : Yvan Cassar, sauf 08 & 09 : Obispo
- Basse : Reggie Hamilton, sauf 03, 08 & 11 : Laurent Vernerey
- Guitare Acoustique : Hugh Burns & Obispo, sauf 02 : Jean-Jacques Goldman
- Guitares : Pierre Jaconelli
- Percussions : Denis Benarrosh
- Batterie : Abraham Laboriel Jr, sauf 03, 08 & 11 : Christophe Deschamps
- Chœurs : Obispo, Sweetness, Patricia Kaas, Jean-Jacques Goldman, Chorale Improvisation
- Arrangements Cordes : Yvan Cassar, sauf 05 & 07 : Yvan Cassar & Obispo

## Certification
| Pays                      | Certification | Équivalence/Ventes |
| ------------------------- | ------------- | ------------------ |
| Belgique (BEA)            | Or            | 25,000             |
| France (SNEP)             | Platine       | 300,000            |
| Suisse (IFPI Switzerland) | Or            | 25,000             |